# Fränk Schleck
Fränk Schleck (Lussemburgo, 15 aprile 1980) è un ex ciclista su strada lussemburghese, professionista dal 2003 al 2016. Scalatore, ha vinto l'Amstel Gold Race 2006, il Tour de Suisse 2010 e due tappe al Tour de France.
È figlio di Johny Schleck, ciclista attivo tra 1965 e 1974, e fratello maggiore di Andy Schleck, ritiratosi nel 2014.

## Carriera

### Gli esordi
Da Under-23 milita nella De Nardi-Pasta Montegrappa, prima di trascorrere gli ultimi mesi della stagione 2001 da stagista alla Festina e alcuni mesi del 2002 da stagista con la CSC di Bjarne Riis. Nel 2002 ottiene una vittoria in una corsa per pro, la 5ª tappa del 3-Länder-Tour in Germania. Passa professionista nel 2003 proprio con la squadra danese di Riis, e in stagione riesce a classificarsi sesto alla Milano-Torino.
La stagione 2004 lo vede arrivare al nono posto nella classifica finale della Parigi-Nizza e al decimo nella prova in linea Elite dei campionati del mondo di Verona. L'anno successivo chiude settimo alla Parigi-Nizza e quarto al Tour de Suisse. Trionfa quindi nella prova in linea del campionato lussemburghese, prima di terminare al secondo posto (battuto da Paolo Bettini) il Campionato di Zurigo, al secondo il Giro dell'Emilia e al terzo il Giro di Lombardia, una delle cinque "classiche monumento".

### 2006-2007: le vittorie all'Amstel Gold Race e sull'Alpe d'Huez
La stagione 2006 si apre con un altro piazzamento, il quinto posto, alla Parigi-Nizza. Il 16 aprile vince quindi la prestigiosa Amstel Gold Race arrivando in solitaria sul traguardo di Valkenburg. Tre giorni dopo si classifica quarto alla Freccia Vallone, mentre il 23 aprile chiude settimo alla Liegi-Bastogne-Liegi. Prende dunque parte al Tour de France, il primo per lui in carriera. È 20º in classifica il 18 luglio 2006, quando va a vincere la 15ª tappa della Grande Boucle, da Gap all'Alpe d'Huez, giungendo al traguardo con 11" di vantaggio sul compagno di fuga Damiano Cunego. Sale così al dodicesimo posto; giungerà undicesimo a Parigi e, con la successiva squalifica del vincitore Floyd Landis, chiuderà al decimo posto finale.
Comincia la stagione 2007 con il nono posto alla Parigi-Nizza, il settimo nella Freccia Vallone e, nonostante una vertebra lesionata, il terzo nella Liegi-Bastogne-Liegi. Al Tour de Suisse vince la quarta tappa, ma il giorno seguente va in difficoltà in salita: chiuderà settimo, avendo perso altre due posizioni nella cronometro dell'ultimo giorno. Al Tour de France non è mai protagonista e termina 17º in classifica generale. Dopo la vittoria al Giro dell'Emilia, si presenta tra i favoriti al Giro di Lombardia. A pochi chilometri dall'arrivo, però, rimane coinvolto in una caduta perdendo di fatto la possibilità di vincere questa corsa.

### 2008-2009: i piazzamenti al Tour de France

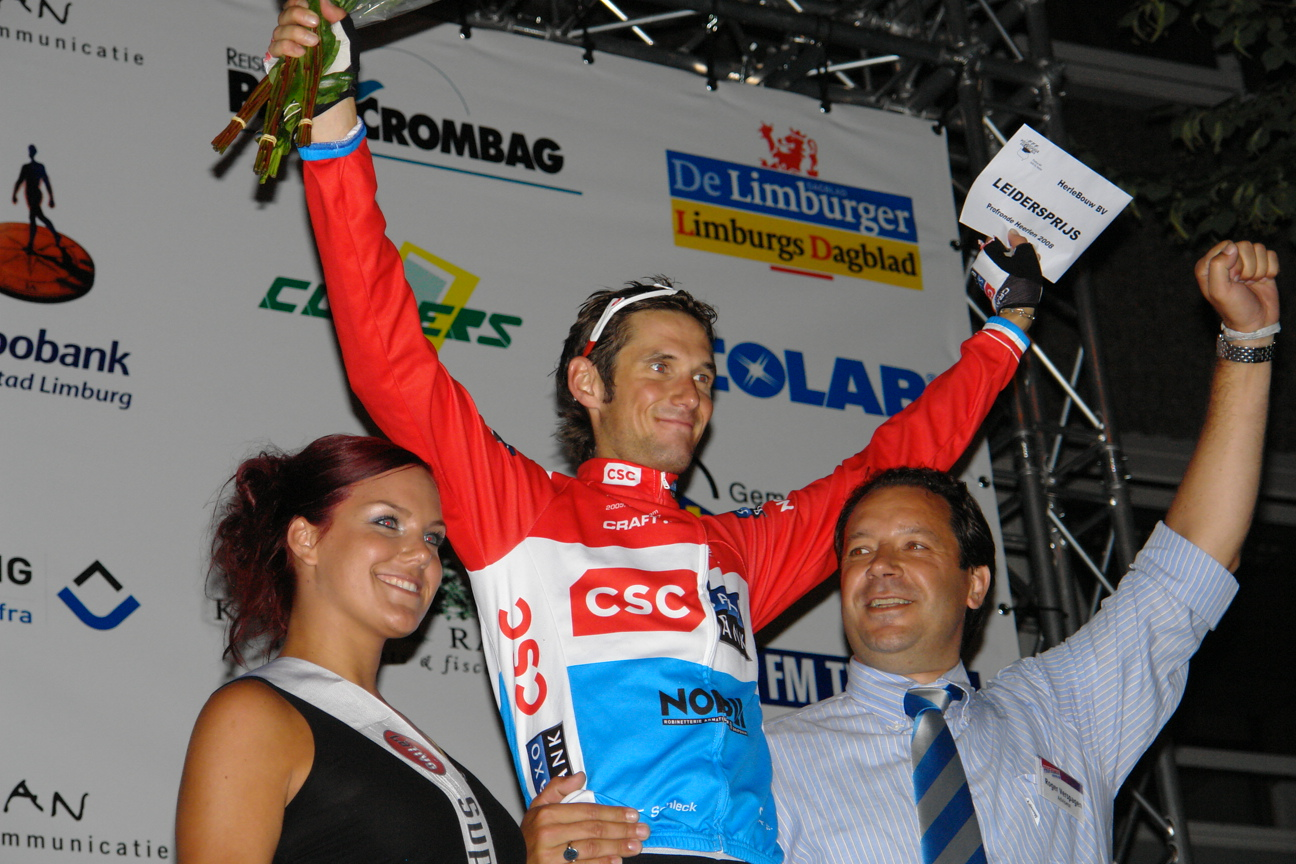
Schleck nel 2008

Nella stagione 2008 chiude secondo all'Amstel Gold Race e, come l'anno prima, terzo alla Liegi-Bastogne-Liegi. Il 18 giugno, a 4 km dal traguardo della quinta tappa del Tour de Suisse, mentre è in testa alla corsa insieme a Markus Fothen e sta lottando per la maglia di leader, cade in discesa finendo in un burrone: rimane illeso, ma perde la possibilità di lottare per la vittoria finale. La settimana successiva si laurea per la seconda volta campione di Lussemburgo vincendo la prova in linea.
A luglio corre il Tour de France. Dopo le prime tappe pianeggianti si mette in luce sui Pirenei, tagliando terzo il traguardo della 10ª tappa – con arrivo ad Hautacam – e salendo al secondo posto in generale, a 1" dal leader Cadel Evans. Il 20 luglio, sulle Alpi, riesce quindi a staccare Evans di 9" sul traguardo di Prato Nevoso e a conquistare la maglia gialla di leader; mantiene il simbolo del primato per tre giorni, fino alla 17ª tappa, quando Carlos Sastre vince in solitaria sull'Alpe d'Huez (anche grazie all'aiuto dei compagni della CSC, fra cui lo stesso Schleck) ponendo fine alle velleità di successo degli altri rivali. Il lussemburghese chiuderà sesto in classifica generale, a 4'28" da Sastre.
La stagione 2009 inizia con una vittoria di tappa al Tour of California, affrontato in preparazione delle classiche del Nord, in particolare le tre classiche delle Ardenne. Prima di queste partecipa alla Parigi-Nizza chiudendo al secondo posto in classifica generale alle spalle dello spagnolo Luis León Sánchez. All'Amstel Gold Race è vittima di un brutto incidente, ma solo una settimana dopo alla Liegi-Bastogne-Liegi è già in corsa e risulta essere il migliore dei gregari del fratello Andy Schleck, che vincerà la gara. A seguire prende parte al Tour de Luxembourg – aggiudicandosi una tappa e la classifica finale – per poi prendere parte in luglio al Tour de France: qui, pur svolgendo compiti di gregariato per il fratello, vince la 17ª tappa, una frazione alpina con arrivo a Le Grand-Bornand con ben cinque Gran premi della montagna, concludendo quinto in classifica generale.

### 2010-2011: la vittoria al Tour de Suisse

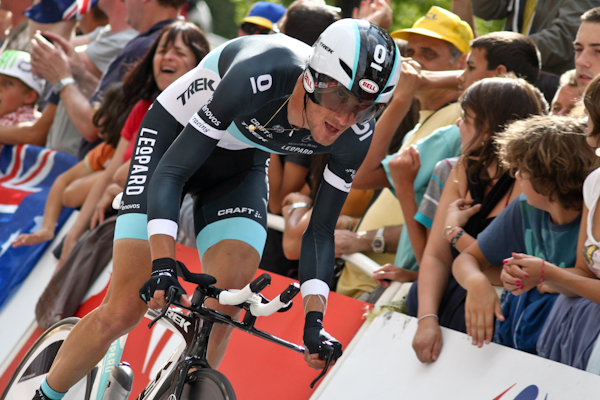
Schleck in una cronometro del Tour de France 2011

Nel 2010, in preparazione al Tour de France, partecipa al Tour de Luxembourg conquistando una tappa e successivamente corre il Tour de Suisse vincendo un'altra tappa e la classifica finale. Al Tour de France si ritira però durante la terza tappa a causa di una caduta sul pavé nella quale si procura una tripla frattura alla clavicola. Partecipa, quindi, alla Vuelta a España con i gradi di capitano. Dopo una prima settimana di difficoltà cresce di condizione, tappa dopo tappa, non riuscendo però mai a lottare per la maglia rossa, nonostante provi nell'ultima settimana, in più di un'occasione, ad attaccare in salita. Chiuderà la corsa spagnola al quinto posto, non lontano dal podio. In novembre si aggiudica l'Amstel Curaçao Race battendo Alessandro Petacchi e Niki Terpstra.
Nel 2011, con la nuova maglia del Team Leopard-Trek, inizia sottotono ritirandosi, a causa di una caduta, alla Parigi-Nizza. In marzo torna a buoni livelli di forma conquistando la prima tappa, con arrivo in salita, e la classifica generale del Critérium International, breve corsa a tappe disputata in Corsica; nel mese seguente corre le tre classiche delle Ardenne ottenendo il settimo posto nella Freccia Vallone e il secondo, dietro a Philippe Gilbert e davanti al fratello Andy alla Liegi-Bastogne-Liegi. In giugno si aggiudica quindi, per la quarta volta in carriera, il titolo di campione lussemburghese in linea. Partecipa al Tour de France rendendosi protagonista nella prima tappa sui Pirenei: concluderà al terzo posto in graduatoria generale, a 3'30" dal vincitore Cadel Evans e a 56" dal fratello Andy.

### 2012-2016: la positività al Tour, la squalifica e il rientro

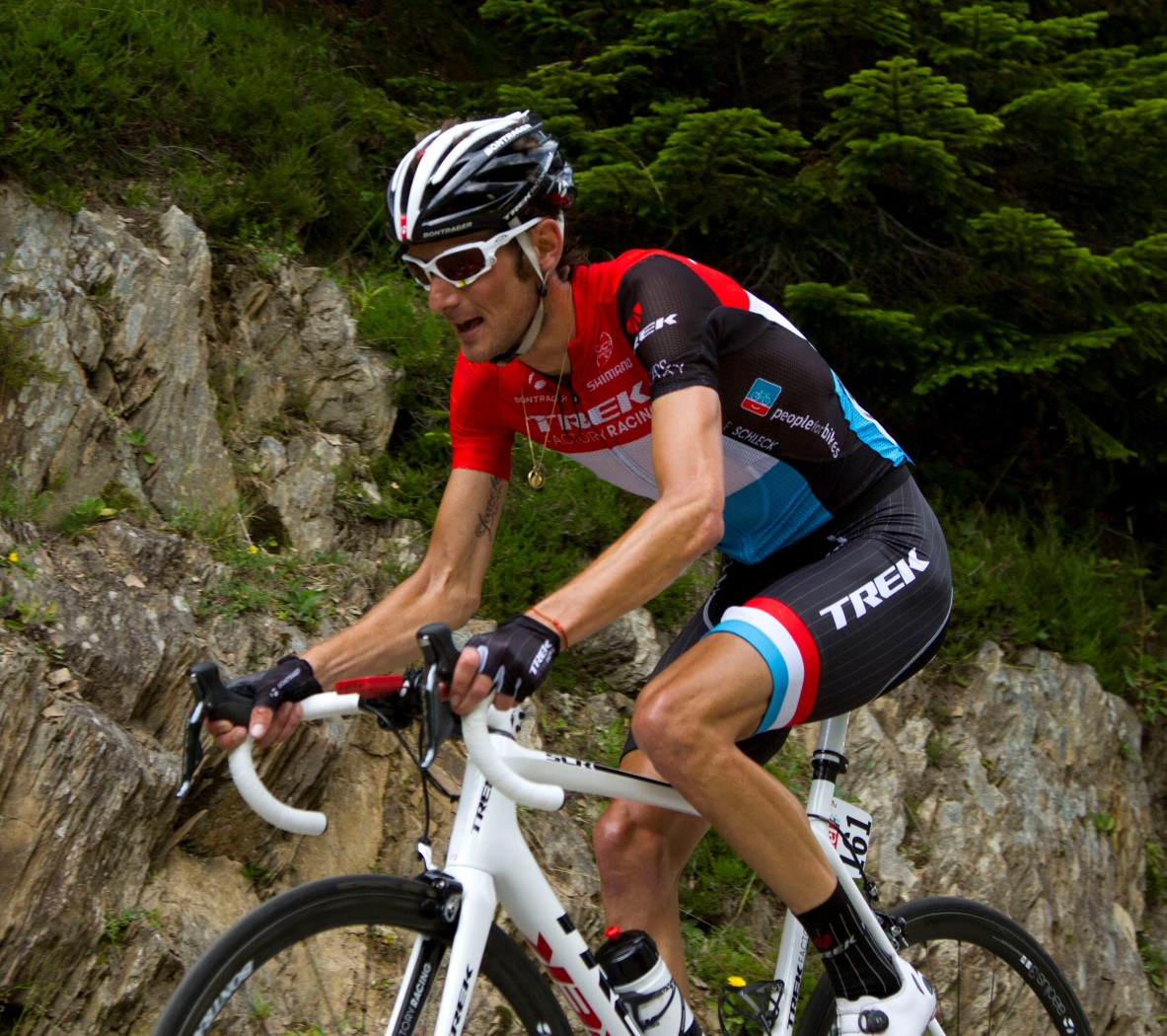
Schleck in maglia di campione nazionale al Tour de France 2014

Nel 2012 prende parte al Giro d'Italia, chiamato all'ultimo momento dalla sua squadra, la RadioShack-Nissan, per sostituire Jakob Fuglsang, affetto da problemi fisici. Non in grandissima forma, disputa una discreta prima parte di Giro, cominciando ad avere anche ambizioni di classifica. Una caduta nell'undicesima tappa (da Assisi a Montecatini Terme) gli procura però alcuni fastidi a una spalla e a un ginocchio, costringendolo al ritiro durante la quindicesima tappa. Partecipa poi al Tour de France come capitano della sua squadra, ma esce presto dalle posizioni di vertice a causa di una caduta. Il 17 luglio l'UCI comunica di aver trovato tracce di un agente diuretico, lo xipamide, nel campione di urine prelevato a Schleck in un controllo antidoping risalente al 14 luglio precedente, analizzato nei laboratori di Châtenay-Malabry. Immediata conseguenza è l'esclusione dalla corsa (decisa dalla RadioShack-Nissan) del ciclista lussemburghese, e la sua consegna spontanea alla gendarmeria in attesa delle controanalisi.
Il 30 gennaio 2013, dopo numerosi rinvii, l'agenzia antidoping lussemburghese annuncia di aver squalificato Schleck per un anno, retroattivamente, fino al 14 luglio 2013; per questo motivo il ciclista è costretto a saltare il Tour de France 2013. Terminato il periodo di sospensione, Schleck firma un contratto per il 2014 con la Trek Factory Racing, squadra statunitense. In un 2014 avaro di successi, con la sola affermazione al campionato lussemburghese in linea, conclude il Tour de France al 12º posto finale. Nel 2015 torna invece alla vittoria in un grande Giro conquistando, dopo una lunga fuga, la sedicesima tappa della Vuelta a España, 185 km con arrivo in salita nelle Asturie. Si ritira dall'attività al termine della stagione 2016.

## Palmarès
- 2005 (Team CSC, una vittoria)

Campionati lussemburghesi, Prova in linea
- 2006 (Team CSC, due vittorie)

Amstel Gold Race
15ª tappa Tour de France (Gap > Alpe d'Huez)
- 2007 (Team CSC, due vittorie)

3ª tappa Tour de Suisse (Nauders > Triesenberg/Malbun)
Giro dell'Emilia
- 2008 (Team CSC, una vittoria)

Campionati lussemburghesi, Prova in linea
- 2009 (Team Saxo Bank, quattro vittorie)

8ª tappa Tour of California (Rancho Bernardo > Escondido)
3ª tappa Tour de Luxembourg (Wiltz > Diekirch)
Classifica generale Tour de Luxembourg
17ª tappa Tour de France (Bourg-Saint-Maurice > Le Grand-Bornand)
- 2010 (Team Saxo Bank, quattro vittorie)

2ª tappa Tour de Luxembourg (Schifflange > Differdange)
3ª tappa Tour de Suisse (Sierre > Schwarzenburg)
Classifica generale Tour de Suisse
Campionati lussemburghesi, Prova in linea
- 2011 (Team Leopard-Trek, tre vittorie)

1ª tappa Critérium International (Porto Vecchio > Col de l'Ospedale)
Classifica generale Critérium International
Campionati lussemburghesi, Prova in linea
- 2014 (Trek Factory Racing, una vittoria)

Campionati lussemburghesi, Prova in linea
- 2015 (Trek Factory Racing, una vittoria)

16ª tappa Vuelta a España (Luarca > Ermita de Alba/Quirós)

### Altri successi
- 2001 (Dilettanti)

Giochi dei piccoli stati d'Europa, Prova in linea
- 2005 (Team CSC)

4ª tappa Tour Méditerranéen (Bouc-Bel-Air > Berre-l'Étang, cronosquadre)
Classifica giovani Tour Méditerranéen
- 2006 (Team CSC)

Classifica scalatori 3-Länder-Tour
Critérium de Vayrac
Hadsten Grand Prix
Profronde van Pijnacker
Gouden Pijl
- 2008 (Team CSC)

1ª tappa Tour de Pologne (Varsavia, cronosquadre)
Critérium de Hénin-Beaumont
Profronde van Wateringen
- 2009 (Team Saxo Bank)

Gala Tour de France
- 2010 (Team Saxo Bank)

Amstel Curaçao Race
- 2011 (Team Leopard-Trek)

Gala Tour de France
Ronde van Oostvoorne

## Piazzamenti

### Grandi Giri
- Giro d'Italia

2005: 42º
2012: ritirato (15ª tappa)
- Tour de France

2006: 10º
2007: 17º
2008: 5º
2009: 5º
2010: ritirato (3ª tappa)
2011: 3º
2012: non partito (16ª tappa)
2014: 12º
2016: 34º
- Vuelta a España

2003: ritirato (8ª tappa)
2004: 46º
2009: non partito (11ª tappa)
2010: 4º
2015: 24º

### Classiche monumento
- Milano-Sanremo

2005: 31º
2006: 20º
2007: 29º
2008: 52º
- Liegi-Bastogne-Liegi

2003: ritirato
2004: 77º
2005: 63º
2006: 7º
2007: 3º
2008: 3º
2009: 23º
2010: 8º
2011: 2º
2012: 23º
2014: 19º
2015: ritirato
- Giro di Lombardia

2003: 17º
2005: 3º
2006: 7º
2007: 13º
2014: 24º
2016: 29º

### Competizioni mondiali
- Campionati del mondo

Verona 2004 - In linea Elite: 10º
Salisburgo 2006 - In linea Elite: 29º
Stoccarda 2007 - In linea Elite: 4º
Varese 2008 - In linea Elite: 41º
Melbourne 2010 - In linea Elite: 16º
Copenaghen 2011 - In linea Elite: ritirato
- Giochi olimpici

Atene 2004 - In linea: 16º
Pechino 2008 - In linea: 43º
Rio de Janeiro 2016 - In linea: 20º

## Riconoscimenti
- Sportivo lussemburghese dell'anno nel 2006